# Todos Santos (Oruro)
Todos Santos es una localidad y municipio, segunda sección de la provincia Mejillones del Departamento de Oruro de Bolivia.
Fue designada como segunda sección de provincia por Ley 18 de febrero de 1993 durante el gobierno de Jaime Paz Zamora.
La economía del municipio se basa en la producción agropecuaria destinada al autoconsumo, con excedentes que los pobladores comercializan en mercados cercanos. Se desarrolla la crianza de camélidos como llamas y alpacas, y ovinos. Los cultivos principales son la quinua y el ajo. La economía local se complementa con la cría y pesca de truchas en el río Todos Santos.

## Demografía
De acuerdo con el censo boliviano de 2024, la población del municipio de Todos Santos es de 1 132 habitantes.
La población del municipio se triplicó entre 1992 y 2024:
| Año  | Habitantes (municipio) | Fuente |
| ---- | ---------------------- | ------ |
| 1992 | 366                    | Censo  |
| 2001 | 387                    | Censo  |
| 2012 | 727                    | Censo  |
| 2024 | 1132                   | Censo  |